# Кучевский, Альфред Иосифович
Альфред Иосифович Кучевский (17 мая 1931, Москва, СССР — 15 мая 2000, Москва, Россия) — советский хоккеист, защитник. Заслуженный мастер спорта СССР (1954).

## Биография

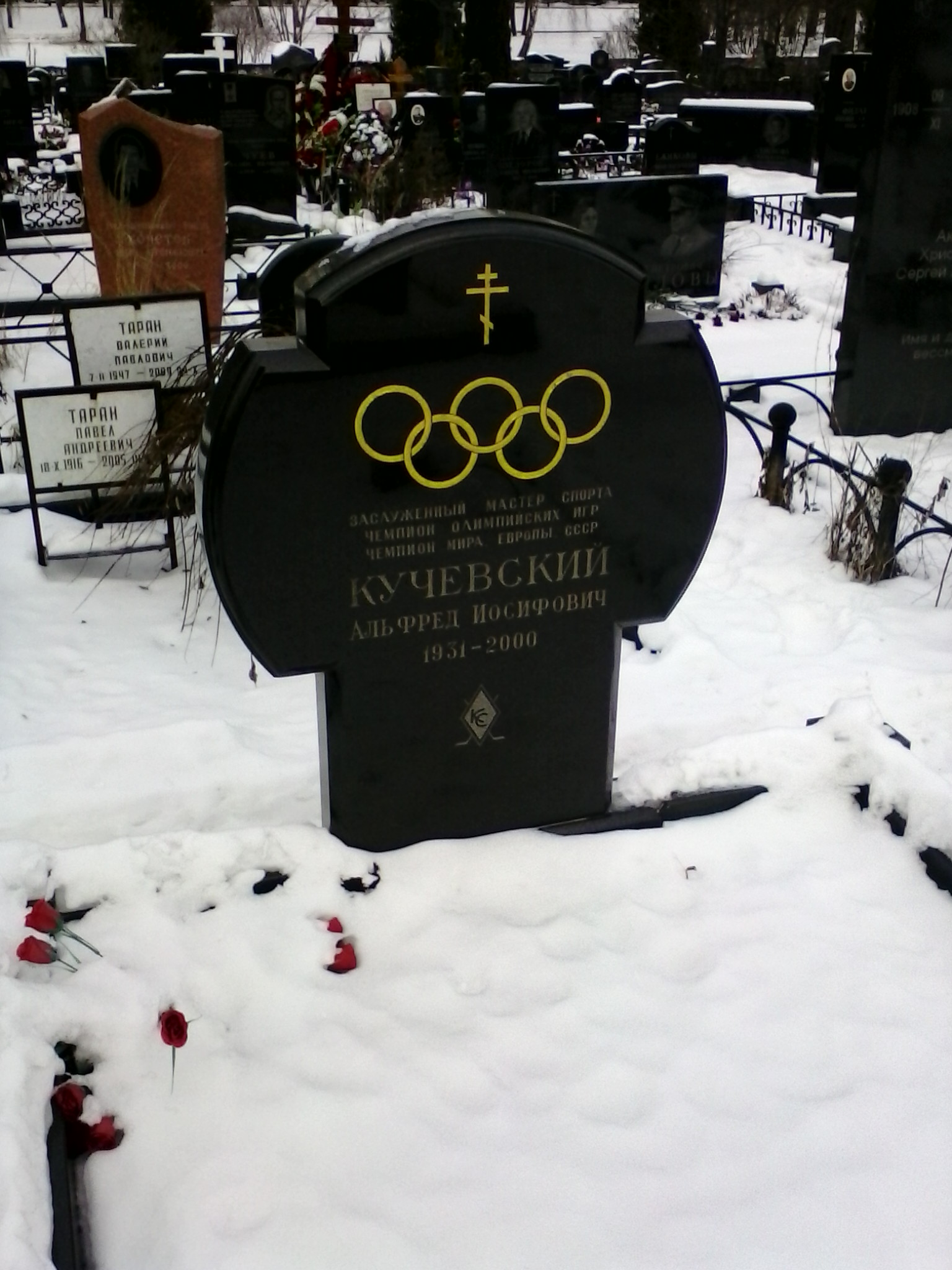
Могила Кучевского на Троекуровском кладбище Москвы.

Олимпийский чемпион игр 1956 года, бронзовый призёр игр 1960 года, двукратный чемпион мира. Серебряный призёр ЧМ 1955, 1958. На ЧМ и ЗОИ провёл 28 матчей, забросил 3 шайбы.
Выступал за ХК «Крылья Советов» (Москва) (1949—1961). Чемпион СССР 1957, обладатель Кубка СССР 1951. 3-кратный вице-чемпион (1955, 1956, 1958) и 5-кратный бронзовый призёр (1950, 1951, 1954, 1959, 1960). В чемпионатах СССР провёл 240 матчей, забросил 37 шайб. Победитель хоккейного турнира I зимней Спартакиады народов СССР 1962.
По окончании спортивной карьеры до 1972 года трудился в ХК «Крылья Советов» — сначала как тренер ХК, потом как тренер ДЮСШ. Одно время был хоккейным арбитром и спортивным журналистом. Покинув хоккей, Кучевский оказался у истоков организации первых в Советском Союзе спортивных лотерей.
Похоронен на Троекуровском кладбище.

## Награды
- Орден Дружбы (1996)
- Медаль «За трудовую доблесть» (27.04.1957) — за успехи, достигнутые в деле развития массового физкультурного движения в стране, повышения мастерства советских спортсменов, и успешное выступление на международных соревнованиях